# Paa vicina
Paa vicina é uma espécie de anfíbio da família Ranidae.
Pode ser encontrada nos seguintes países: Índia e Paquistão.
Os seus habitats naturais são: regiões subtropicais ou tropicais húmidas de alta altitude, campos de altitude subtropicais ou tropicais, rios e nascentes de água doce.
Está ameaçada por perda de habitat.